# クッキーランシリーズ
クッキーランシリーズ（ハングル：쿠키런; 米:Cookie Run）は、株式会社DEVSISTERSによって開発されたアクションゲームシリーズ。ジャンプやスライドとといったシンプルな操作でさまざまな障害物を避け、ゼリーを集めながら、体力の続く可能な限りたくさんのスコアを獲得することを目指す。iOSおよびAndroid向けに配信されている。

## ストーリー
クッキーランシリーズに含まれるストーリーは勇敢なクッキーが魔女のオーブンから脱出して様々な大陸を冒険するストーリーで構成されている。

## ゲーム

### メイン
- オーブンブレイク(2009、日本未配信)
- オーブンブレイク2(2012、日本未配信)
- クッキーラン
- インド版クッキーラン(CookieRun India、日本未配信。開発はKRAFTON）
- クッキーラン：オーブンブレイク

### スピンオフ
クッキーラン:冒険の塔の日本版はyostarがリリース予定。
- サービス終了済み
- CookieWars（サービス終了済み）
- クッキーラン: パズルワールド
- クッキーラン: キングダム
- クッキーラン: 魔女の城
- クッキーラン: 冒険の塔

このほか、クッキーラン:キングダムのシステムを部分的に採用した事実上の派生作品である『BRIXITY(2023年)』が存在。